# 智慧航空
智慧航空（俄语：Смартавиа、俄语拉丁化：Smartavia），前身為北俄羅斯航空公司（2004年-2009年：Аэрофлот-Норд、Aeroflot-Nord；2009年-2019年稱北方航空：Нордавиа、Nordavia），是一間總部設於俄羅斯阿爾漢格爾斯克的航空公司，運營基地是莫斯科謝列梅捷沃國際機場與阿爾漢格爾斯克塔拉基機場。

## 歷史

北方航空旧标志

該航空公司1963年成立於阿爾漢格爾斯克，當時為阿爾漢格爾斯克聯合航空中隊（Архангельский объединенный авиационный отряд），並於1991年成為AVL阿爾漢格爾斯克航空公司（Архангельские воздушные линии）。2004年8月，俄羅斯國際航空公司收購了其51％的股份，並更名為北俄羅斯航空公司，成為俄羅斯國際航空公司的第二個區域性航空公司。2006年12月加入歐洲區域航空公司協會。
2009年11月27日起，航空公司更名為北方航空（Nordavia）。
2011年3月23日，航空公司以700萬美元的價格，出售給諾基亞爾克鎳業公司。
2019年3月20日，北方航空正式接收其首架波音737-800，并于同日将英文名和俄文名分别更改为Smartavia和Смартавиа。而这架波音737-800亦成为智慧航空首架采用全新涂装的飞机。

## 重大事故记录
- 2008年9月14日，原隶属于俄航的区域性航空公司北俄罗斯航空的一架波音737-500（編號VP-BKO）在執行莫斯科飞往彼尔姆的821号航班时，因機師空間判斷失誤而墜毀在彼爾姆，機上88人全部死亡。

## 機隊
截至2019年5月，智慧航空的機隊如下:
| 机型        | 数量 | 订购中 | 座位布局 | 座位布局 | 座位布局 | 备注                                                 |
| 机型        | 数量 | 订购中 | C        | Y        | 总计     | 备注                                                 |
| ----------- | ---- | ------ | -------- | -------- | -------- | ---------------------------------------------------- |
| 波音737-500 | 7    | —      | —        | 135      | 135      |                                                      |
| 波音737-700 | 2    | 2      | —        | 148      | 148      | [ 6 ]                                                |
| 波音737-800 | 1    | 3      | TBA      | TBA      | TBA      | 于2019年4月交付的首架737-800披上2019年新启用的涂装。 |
| 总计        | 9    | 5      |          |          |          |                                                      |

## 外部連結
- （英文）（俄文） 官方网站